# Silca (kommun)
Silca är en kommun i Honduras.   Den ligger i departementet Departamento de Olancho, i den centrala delen av landet, 110 km nordost om huvudstaden Tegucigalpa. Antalet invånare är 6 882. Arean är 256 kvadratkilometer.
Terrängen i Silca är huvudsakligen kuperad, men söderut är den bergig.